# Сихр
Сихр (араб. سحر‎), в исламе — колдовство и магия, один из больших грехов, приводящих к большому ширку (неверию). Обучение колдовству происходит через злых духов.

## История
Согласно Корану, оппоненты пророка Мухаммеда называли его проповеди «колдовством, переданным ему кем-либо», а его самого «колдуном» (сахир) или «околдованным» (масхур), однако сам Мухаммад не допускал приложения к себе этих терминов. В Коране колдовство связано прежде всего с Египтом, где жил пророк Муса (Моисей) и с Вавилоном, где жили ангелы Харут и Марут. Согласно Корану, колдовство противостоит пророчеству и несовместимо с ним. Аравийская магическая практика связывалась с лицами, которых называли прорицателями (кахин), поэтами (ша’ир) и сумасшедшими (маджнун).
Согласно Корану, колдовство было ниспослано Аллахом двум ангелам, Харуту и Маруту, которые должны были предложить его людям как искушение. Ислам подчеркивает, что подлинное знание исходит лишь от Аллаха, а колдовство ложно (от шайтанов).
Центром оккультных наук в Арабском халифате долгое время был Египет, однако позднее центр сместился, по-видимому, в страны Северной Африки (магриб). Это явление, очевидно, связано с деятельностью суфийских братств (тарикатов) воспринявших наследие языческой Африки.
Позиция мусульманского богословия по отношению к колдовству, формировалась под влиянием Корана, а также в ходе полемики о святых (авлия) и чудесах (муджизат, карамат). Мутазилиты рассматривали чудеса как колдовство. В период между X и XIII вв. в суннитском богословии представление о колдовстве отделилось от представления о чудесах, а сама магия стала делиться на «законную» и «запретную». Считается, что колдовство основано на связи колдуна с джиннами. Те, кто практикует «законную» магию, достигают этой цели после обращения к Аллаху за помощью, а занимающиеся «запретной» магией, связываются с джиннами. В мусульманском мире колдовство иногда запрещалось под страхом смерти. По мнению мутазилитов, ханафитов и шафиитов «запретная» магия сводится к воздействию на субъективные ощущения при помощи различного рода ухищрений (использование благовоний, наркотиков и т. п.), а сущность вещей при этом не изменяется. Магия подразделялась на «высокую» (улви), или «божественную» и «низкую» (суфли), или «дьявольскую».
Имам аль-Газали порицал колдовство, хотя не подвергал сомнению саму возможность использования могущества джиннов. Различного рода магические действия и оккультные знания составили одну из важнейших сторон культуры мусульманских народов Средневековья. Практически ни одно из серьезных философских сочинений не обходилось без глав, посвященных колдовству. В качестве талисманов (сабаб) часто выступают отдельные суры и аяты Корана.
Одной из опасностей колдовства является то, что человек начинает верить колдунам и перестаёт уповать (таваккуль) на Аллаха.